# Air defense identification zone
Une zone d'identification de défense aérienne, ou en anglais : air defense identification zone (ADIZ), est un espace aérien au-dessus de la terre ou de l'eau dans lequel l'identification, la localisation et le contrôle des aéronefs civils sont effectués dans l'intérêt de la sécurité nationale. Ils peuvent s'étendre au-delà du territoire d'un pays pour donner au pays plus de temps pour répondre aux aéronefs éventuellement hostiles. Le concept d'une ADIZ n'est défini dans aucun traité international et n'est réglementé par aucun organisme international,.
La première ADIZ a été établie par les États-Unis le 27 décembre 1950, peu de temps après que le président Truman eut proclamé une urgence nationale pendant la guerre de Corée. Une vingtaine de pays et régions ont désormais de telles zones, dont le Canada, l'Inde, le Japon, le Pakistan, le Bangladesh, la Norvège et le Royaume-Uni, la république populaire de Chine, la Corée du Sud, Taïwan, les États-Unis, la Suède, l'Islande et plus encore. La Russie et la Corée du Nord ont également des ADIZ non officielles,,. Habituellement, ces zones ne couvrent qu'un territoire incontesté, ne s'appliquent pas aux aéronefs étrangers qui n'ont pas l'intention d'entrer dans l'espace aérien territorial et ne se chevauchent pas,.
Les zones de défense aérienne ne doivent pas être confondues avec les Flight Information Regions, les régions d’information de vol (FIR), qui sont utilisées pour gérer le trafic aérien.

## Inde
L'Inde a créé des ADIZ au milieu du XXe siècle. Entre autres règles, les notifications sont requises 10 minutes avant l'entrée. En cas de retard, 45 minutes ou plus et un nouvel ADC sont nécessaires.
L'Inde a délimité six ADIZ près de son territoire. Ces zones ont été déclarées au-dessus de la frontière internationale avec le Pakistan, la frontière internationale avec le Népal, au-dessus de la ligne de contrôle réelle avec la Chine, le long des frontières orientales avec le Bangladesh, le Bhoutan et le Myanmar et deux dans la région sud de l'Inde.
L'application militaire des ADIZ est de la seule responsabilité de l'IAF et la tâche est exécutée par le biais d'une chaîne de radars ainsi que d'une organisation C3I. Des avions et des missiles sol-air de l'IAF, avec des éléments de l'armée et de la marine participant dans leurs domaines spécifiques, le cas échéant, effectuent des interceptions. Les autorités de l'aviation civile, en collaboration avec l'IAF, contribuent également à ce processus en assurant des mesures de réglementation et de contrôle, telles que l'attribution de numéros d'autorisation de défense aérienne (ADC) aux aéronefs entrant ou opérant dans l'espace aérien indien et en confirmant l'ADC de l'arrivée trafic, si nécessaire.

## Bangladesh
Le Bangladesh maintient une ADIZ qui s'étend sur la mer adjacente au sud délimitée par six points.
Tous les vols d'aéronefs, civils / militaires, bangladais ou étrangers, originaires de l'ADIZ et ceux pénétrant dans l'ADIZ du Bangladesh doivent obtenir une autorisation préalable et une autorisation de défense aérienne (ADC).
Entre autres procédures, les aéronefs volant sans numéro ADC valide ou ne respectant aucune restriction ou s'écartant du plan de vol seront passibles d'interception par l'armée de l'air du Bangladesh.

## États-Unis et Canada

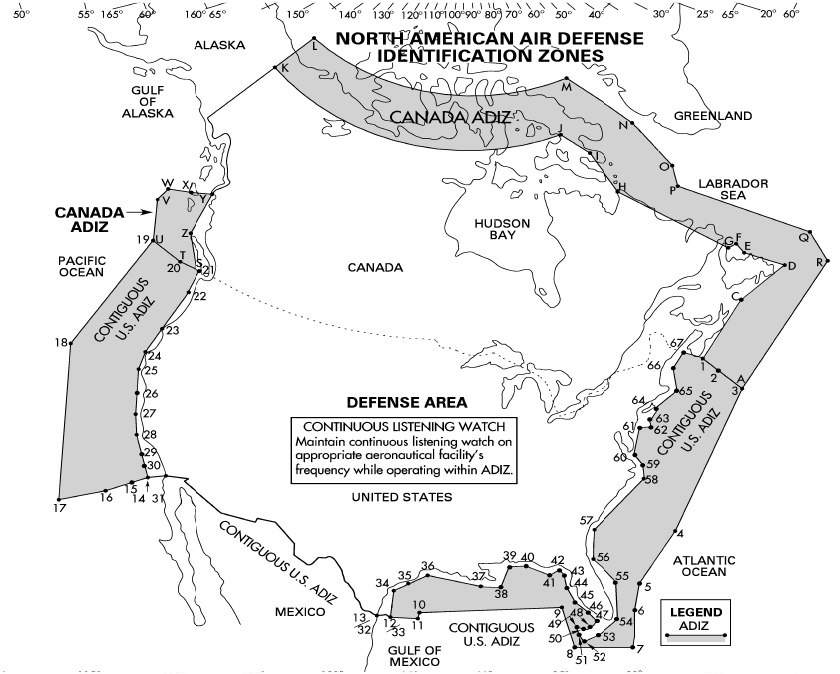
Limites ADIZ pour les États-Unis et le Canada en 2010.

Les États-Unis et le Canada exploitent conjointement une ADIZ qui englobe leur espace aérien souverain en Amérique du Nord. Les États-Unis possèdent deux zones en Amérique du Nord - les États américains contigus ADIZ et Alaska ADIZ - et deux autres hors du continent - Hawaii ADIZ et Guam ADIZ. Le Canada exploite deux autres sections de l'ADIZ nord-américaine, une au large de la côte pacifique de la Colombie-Britannique et une autre qui englobe l'archipel Arctique canadien et ses provinces de l'Atlantique.
En vertu de la loi et de la politique des États-Unis, la zone s'applique uniquement aux avions commerciaux qui ont l'intention d'entrer dans l'espace aérien américain. Une structure de commandement et de contrôle de la défense aérienne a été mise au point en 1950, créant cinq zones d'identification de la défense aérienne en Amérique du Nord. Si l'interrogation radio n'a pas permis d'identifier un avion dans l'ADIZ, l'Air Force a lancé un avion intercepteur pour identifier visuellement l'intrus. Le système de défense aérienne a atteint son apogée en 1962. Avec le déploiement du SS-6 ICBM en URSS, les menaces stratégiques se sont massivement déplacées vers les attaques ICBM, et les intrusions de bombardiers ont été considérées comme moins menaçantes. Elle s'applique aux aéronefs traversant la zone vers d'autres pays.

## Japon

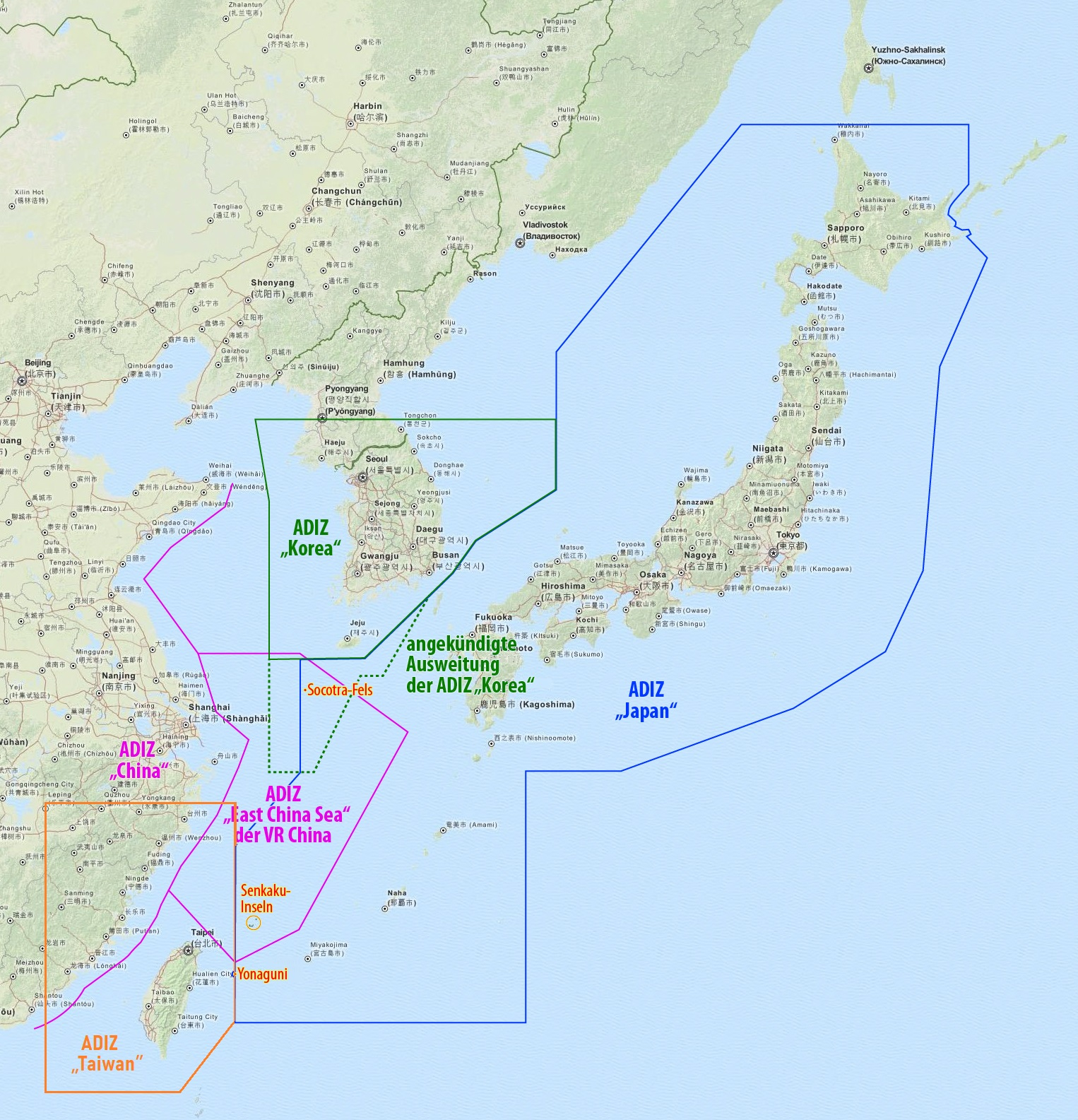
Zones d'identification de défense aérienne au-dessus du Japon (bleu), de la Corée du Sud (vert), de la Chine (rose) et de Taïwan/République de Chine (orange).

Le Japon a une ADIZ qui couvre la majeure partie de sa zone économique exclusive. L'ADIZ du Japon a été créée par les forces armées des États-Unis (en anglais : United States Armes Forces (USAF)) après la Seconde Guerre mondiale, avec la frontière ouest à 123 degrés est. En conséquence, seule la moitié est de l'île de Yonaguni faisait partie de l'ADIZ du Japon et la moitié ouest faisait partie de l'ADIZ de Taïwan. Le 25 juin 2010, le Japon a étendu son ADIZ autour de Yonaguni de 22 km vers l'ouest pour s'aligner avec ses eaux territoriales. Cela a conduit à un chevauchement avec des sections de l'ADIZ de Taïwan. Cependant, les responsables taïwanais des affaires étrangères ont déclaré que cela ne faisait aucune différence, car un accord a été trouvé entre les deux parties sur la façon de le gérer.
Selon China Network Television du 24 novembre 2013, la Chine et la Russie ne reconnaissent pas l'ADIZ du Japon.

## Taïwan
Taiwan a une ADIZ qui couvre la majeure partie du détroit de Taiwan, une partie de la mer de Chine orientale et l'espace aérien adjacent, la plupart des ADIZ de Taiwan sont construites sur sa zone économique exclusive. L'ADIZ de Taïwan a été conçu et créé par les forces armées américaines (en anglais : United States Armes Forces (USAF)) après la Seconde Guerre mondiale.

## Corée du Sud
La Corée du Sud exploite une zone qui couvre la plupart mais pas la totalité de son espace aérien revendiqué. Il ne couvre pas certains endroits éloignés. La zone a été créée en 1951, pendant la guerre de Corée, par la United States Air Force pour bloquer les forces communistes. En 2013, en réponse à la création d'une zone chinoise qui couvre le territoire contesté, le gouvernement sud-coréen a envisagé d'étendre sa zone pour inclure les îles de Marado et Hongdo, et Ieodo, une roche submergée dans les zones économiques exclusives qui se chevauchent de Corée du Sud et de Chine.
Lorsqu'une partie ou l'intégralité de l'itinéraire de vol d'un aéronef pénètre dans la zone KADIZ, il est nécessaire d'envoyer un plan de vol spécifique une heure avant le départ. Les aéronefs civils avec des itinéraires réguliers doivent soumettre un plan de vol répétitif au contrôle de la circulation aérienne. Aucune action en justice n'est nécessaire lorsqu'un aéronef entre dans KADIZ tant qu'il suit son plan de vol signalé au gouvernement sud-coréen. S'il y a un changement dans le passage du vol ou une approche sans notification préalable, l'armée de l'air sud-coréenne a le droit d'identifier immédiatement ou de retrouver l'avion et d'être prête pour l'interception. Cependant, aucune force militaire telle que l'abattage de l'avion ne peut être exercée.
Le 8 décembre 2013, le ministère de la Défense de la République de Corée a annoncé l'extension de la zone d'identification de défense aérienne coréenne (Korea Air Defense Identification Zone KADIZ). Après que la Corée du Sud a étendu KADIZ et que la Chine a établi son ADIZ en 2013, certaines zones se chevauchent. La zone frontière KADIZ au nord-ouest de l'île de Jeju (environ 2 300 km2) chevauche la mer de Chine orientale. De plus, les avions nationaux sud-coréens ne peuvent éviter d'entrer dans l'ADIZ chinois près d'Ieodo même si le vol a pour but de sauver ou de rechercher des avions en détresse ou manquants. La tension augmente d'autant que les zones de la Corée du Sud, de la Chine et du FIR du Japon se chevauchent. Ces questions sensibles devraient entraîner un conflit militaire ou diplomatique entre les trois pays. Le 29 août, des avions militaires chinois étaient entrés dans la zone de KADIZ sans préavis à cinq reprises en 2018.

## Chine
Le 23 novembre 2013, la République Populaire de Chine (RPC) a établi une zone dans la mer de Chine orientale.
L'annonce de la zone a attiré l'attention et les critiques internationales, notamment de la plupart des voisins de l'Est et du Sud-Est de la Chine tels que le Japon, la Corée du Sud et les Philippines, ainsi que de l'Union européenne et des États-Unis. Ces réponses se sont concentrées sur deux aspects connexes: alors que jusqu'à présent, les zones ne couvraient qu'un territoire non contesté au moment de leur création, l'ADIZ de la Chine dans la mer de Chine orientale couvre les îles Senkaku sous contrôle japonais (îles Diaoyu en RPC) et comprend également Socotra Rock, qui est revendiqué par la Corée du Sud. Deuxièmement, la zone de la Chine chevauche l'ADIZ d'autres pays et impose des exigences aux avions civils et militaires quelle que soit la destination,.
Le gouvernement chinois a noté que les limites internationales établies pour définir et appliquer une ADIZ ne sont pas clairement définies[réf. nécessaire]. Chuck Hagel, le secrétaire américain à la Défense, tout en reconnaissant qu'il n'y a rien de nouveau ou d'unique dans l'établissement d'une ADIZ, a critiqué la manière dont la Chine avait agi comme « unilatérale », « immédiate » et « sans consultation ». Le vice-président américain Joe Biden n'a fait aucune mention publique de l'ADIZ chinois après sa rencontre avec le dirigeant chinois Xi Jinping bien qu'ayant exprimé par ailleurs que la décision chinoise ait intensifié les tensions dans la région.
Tokyo a porté l'affaire devant l'Organisation de l'aviation civile internationale, une agence des Nations unies chargée de promouvoir le développement sûr et ordonné de l'aviation civile internationale dans le monde. L'Australie, la Grande-Bretagne et les États-Unis ont soutenu la proposition du Japon, mais la Chine a vivement réagi contre cette proposition.
Au 4 décembre 2013, quelque 55 compagnies aériennes dans 19 pays et trois régions avaient respecté les règles chinoises ADIZ. Après avoir indiqué initialement par le ministère sud-coréen des Transports que les compagnies aériennes sud-coréennes ne reconnaîtraient pas l'ADIZ chinoise, la compagnie sud-coréenne Asiana Airline et Korean Air ont par la suite choisi de respecter l'ADIZ. Le Japon a déclaré que ses compagnies aériennes ne reconnaîtraient pas la zone.
En 2014, le ministère chinois des Affaires étrangères a rejeté les informations selon lesquelles il envisageait une ADIZ similaire au-dessus de la mer de Chine méridionale, les pays de l'Association des nations de l'Asie du Sud-Est n'étant pas considérés comme une menace.